# Palestina (ort i Brasilien, São Paulo, Palestina)
Palestina är en ort i Brasilien.   Den ligger i kommunen Palestina och delstaten São Paulo, i den sydöstra delen av landet, 500 km söder om huvudstaden Brasília. Palestina ligger 555 meter över havet och antalet invånare är 11 051.
Terrängen runt Palestina är huvudsakligen platt. Palestina ligger uppe på en höjd. Runt Palestina är det mycket glesbefolkat, med 6 invånare per kvadratkilometer.. Det finns inga andra samhällen i närheten.
Omgivningarna runt Palestina är en mosaik av jordbruksmark och naturlig växtlighet.